# Lycée Kasugaoka

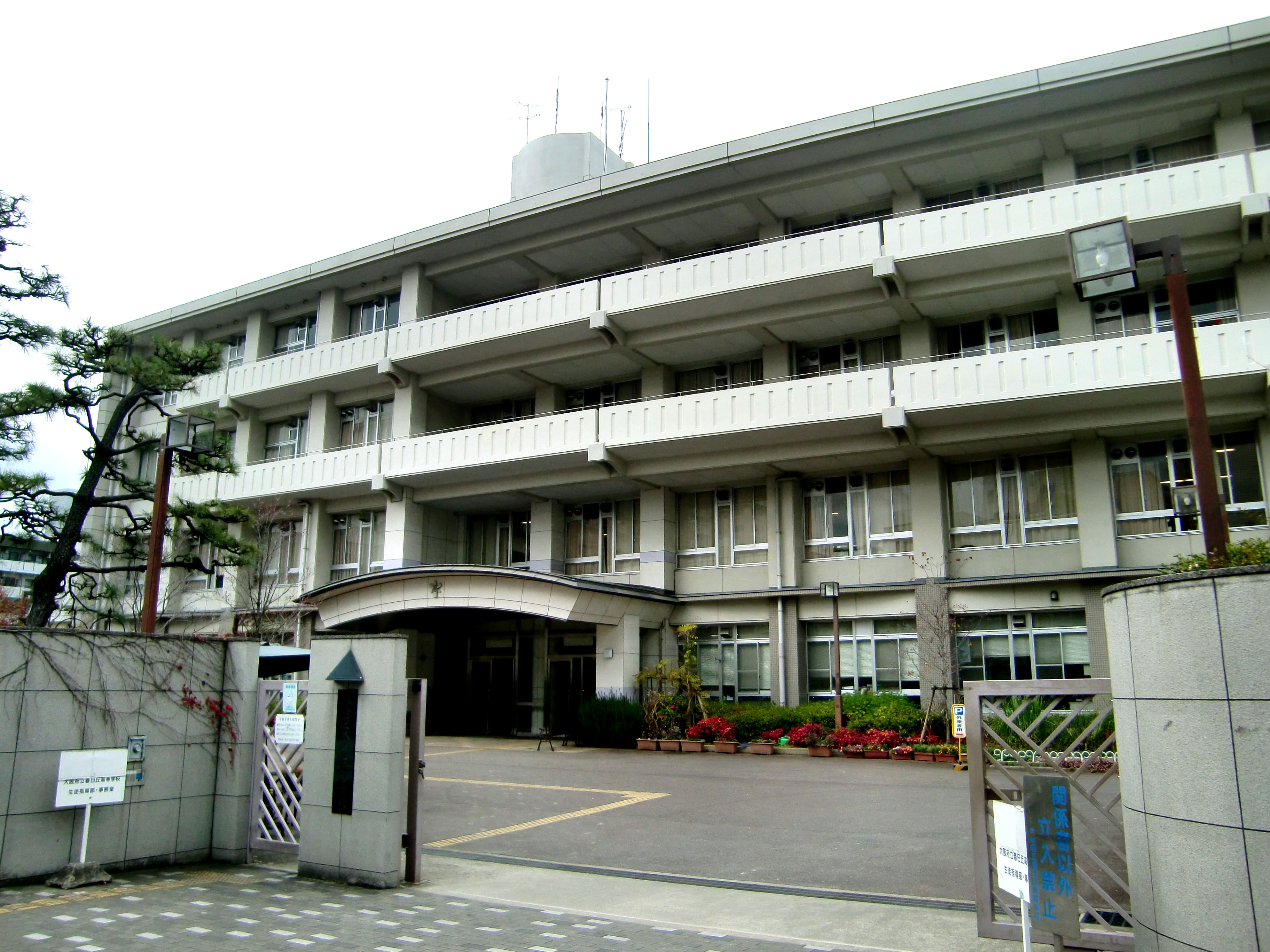
Lycée Kasugaoka

Le lycée Kasugaoka est situé à Ibaraki, dans la préfecture d’Osaka. Fondé en 1911, le centenaire de sa fondation a été fêté en 2011.
Le lycée se distingue notamment par le fait qu'il offre des cours de jour et des cours de soir.
Le lycée a souvent participé aux tournois de baseball du Kōshien (en), dont il a gagné l'édition de 1982.
Tous les ans, le lycée organise un concert. C'est un événement populaire.

## Personnalités
Le parolier et chanteur Noriyuki Makihara est diplômé du lycée Kasugaoka.